# Dolmen im Kobbelskov

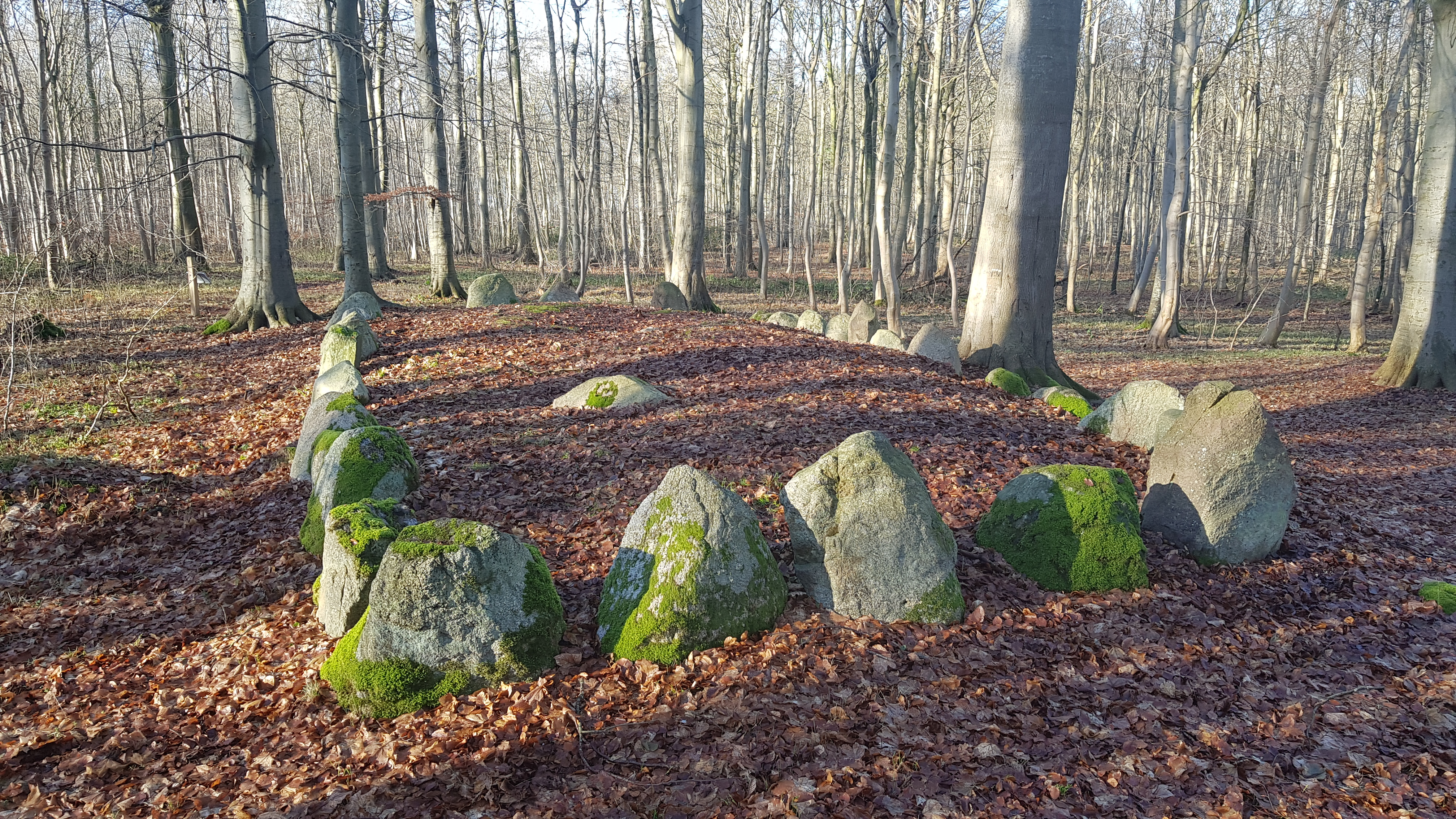
Langdysse 1

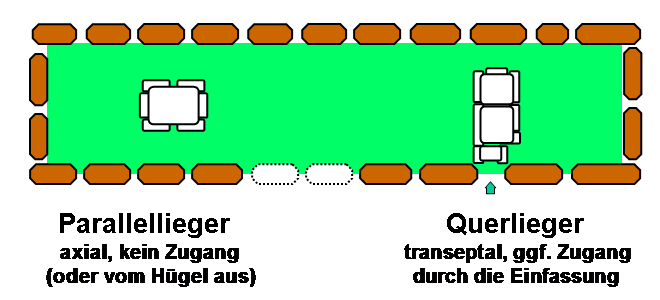
Schema Parallellieger / Querlieger im Langdysse

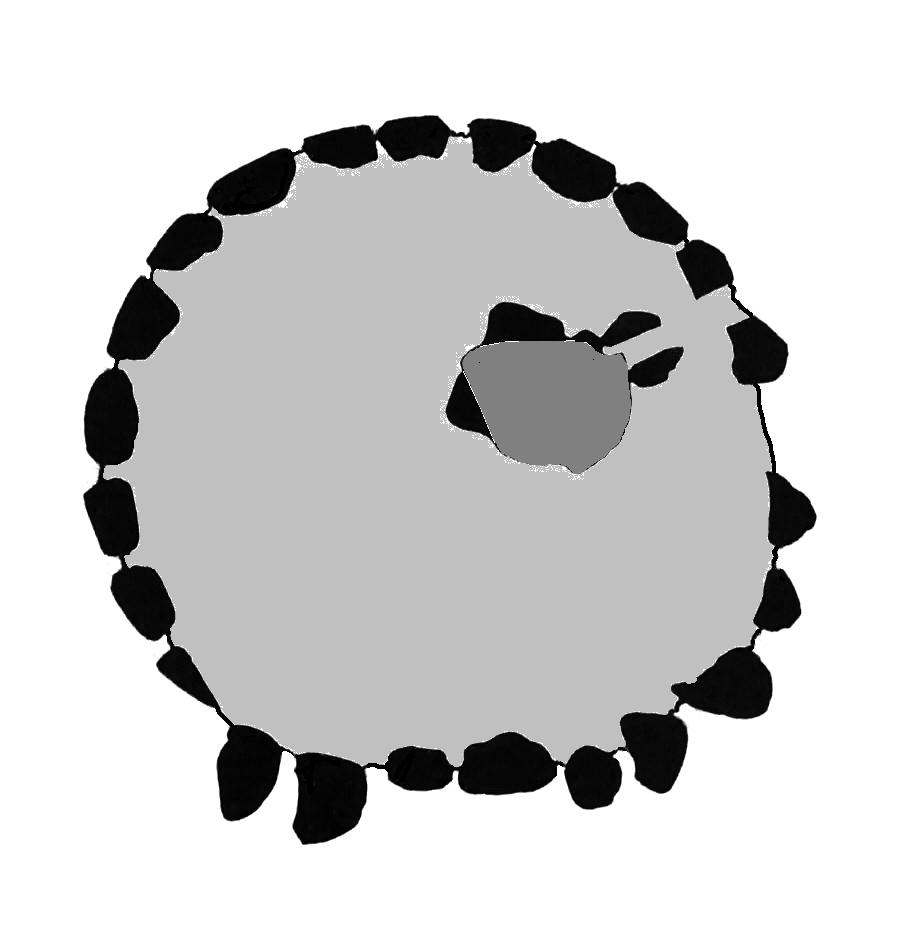
Schema eines Runddysse von oben gesehen

Die Dolmen im Kobbelskov von Skelde (auch Koppelskov von Skelle genannt) im Broager Land liegen nahe der Ostsee, bei Skelde, im äußersten Süden von Jütland in Dänemark. 
Bei den fünf besser erhaltenen Dolmen handelt es sich um Lang- und Runddyssen die innerhalb zweier Gruppen eng benachbart im Wald liegen. Hinzu kommt der unbestimmbare Rest eines weiteren Dolmens. Die Dolmen entstanden zwischen 3500 und 2800 v. Chr. als Megalithanlagen der Trichterbecherkultur (TBK).

## Langdysse 1
Das etwa 1,5 m hohe Hünenbett des Ost-West-orientierten Langdolmens ist etwa 18 m lang und 8,0 m breit. Von den Randsteinen sind 5 auf der Ost-, drei auf der West-, 14 auf der Süd- und 12 auf der Nordseite erhalten. Mittig liegt, als Parallellieger die 1,4 m lange und 0,75 m breite rechteckige Kammer eines Urdolmens ohne Deckstein. Sie besteht aus zwei Steinen an jeder Langseite und je einem an den Schmalseiten. Etwa 4,0 m vom westlichen Ende der Einfassung liegt ein Stein der zu einer anderen Kammer gehört. Der Langdolmen wurde im Jahre 1941 restauriert, dabei wurden 22 Randsteine wieder an ihren Platz gesetzt. Lage 54° 51′ 4,7″ N, 9° 45′ 24,2″ O

## Langdysse 2
Das etwa 0,5 m hohe Hünenbett des Ost-West orientierten Langdolmens ist etwa 12 m lang und 6,0 bis 7,0 m breit. Randsteine des Hünenbettes sind nicht erhalten. Im Westen liegt eine etwa 1,6 m lange und 0,8 m breite Kammer mit Deckstein. Sie besteht aus zwei Steinen an jeder Langseite und je einem an den Schmalseiten.
Etwa 3,0 m östlich der vollständigen Kammer, bei der es sich um einen Ur- oder Rechteckdolmen handelt, liegen als Überreste einer zweiten Kammer, sechs Steine von derselben Größe wie die der Westkammer. Lage 54° 51′ 5,3″ N, 9° 45′ 24,4″ O

## Runddysse 1
Der etwa 0,75 m hohe Hügel des Runddolmens hat etwa 8,0 m Durchmesser. In seiner Mitte liegt eine etwa 1,5 m lange und 1,0 m breite Nord-Süd orientierte Kammer bestehend aus zwei Tragsteine auf jeder Langseite, und je einem Stein im Norden und Süden. Ein Deckstein liegt über der Nordhälfte der Kammer. Ein zerbrochener Stein liegt neben der Westseite. Lage 54° 51′ 4,6″ N, 9° 45′ 25,2″ O

## Dysse 3
Der Hügel des stark gestörten Dolmens hatte etwa 12 m Durchmesser. Einige größere Steine, die wahrscheinlich zur Kammer gehören und ein paar Randsteine sind erhalten. Lage 54° 51′ 23″ N, 9° 45′ 28,8″ O

## Runddysse 2
Die Kammer des Runddolmens besteht aus sechs erhaltenen Randsteinen, die bis zu 25 cm aus dem Boden ragen. Vom Hügeln sind am westlichen Rand 2 Steine erhalten. Lage 54° 51′ 23″ N, 9° 45′ 11,7″ O

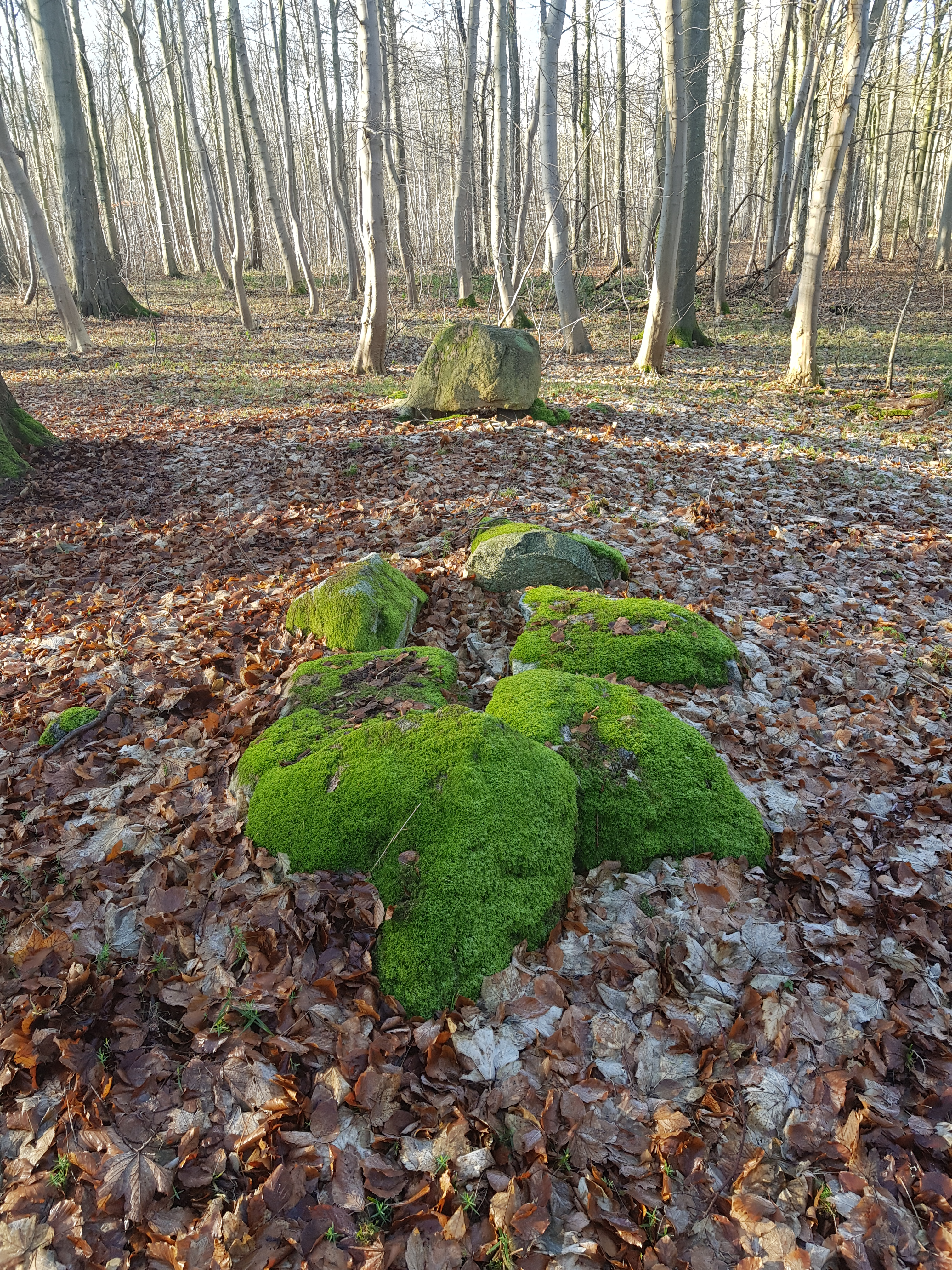
Langdysse 2
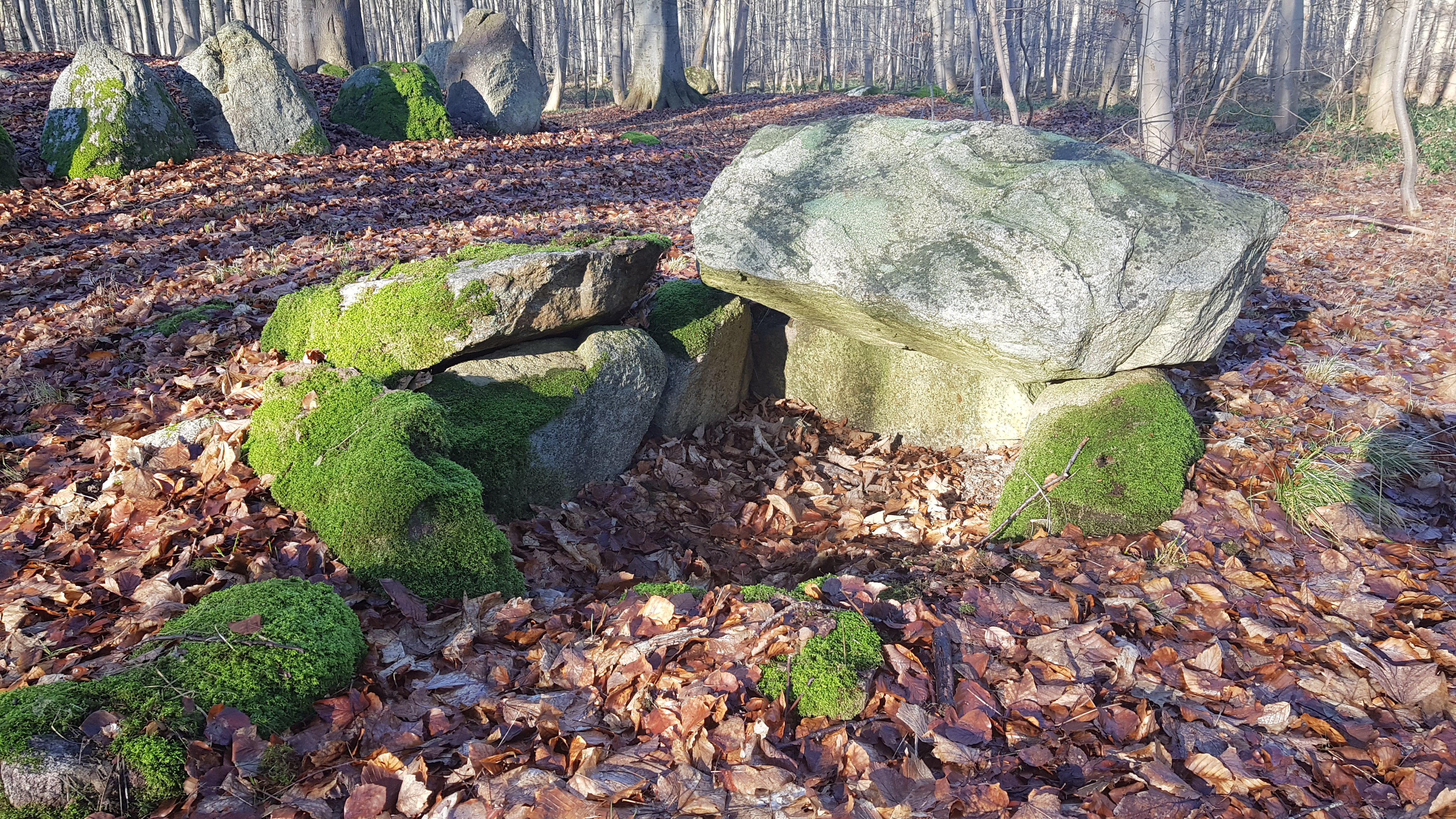
Runddysse 1
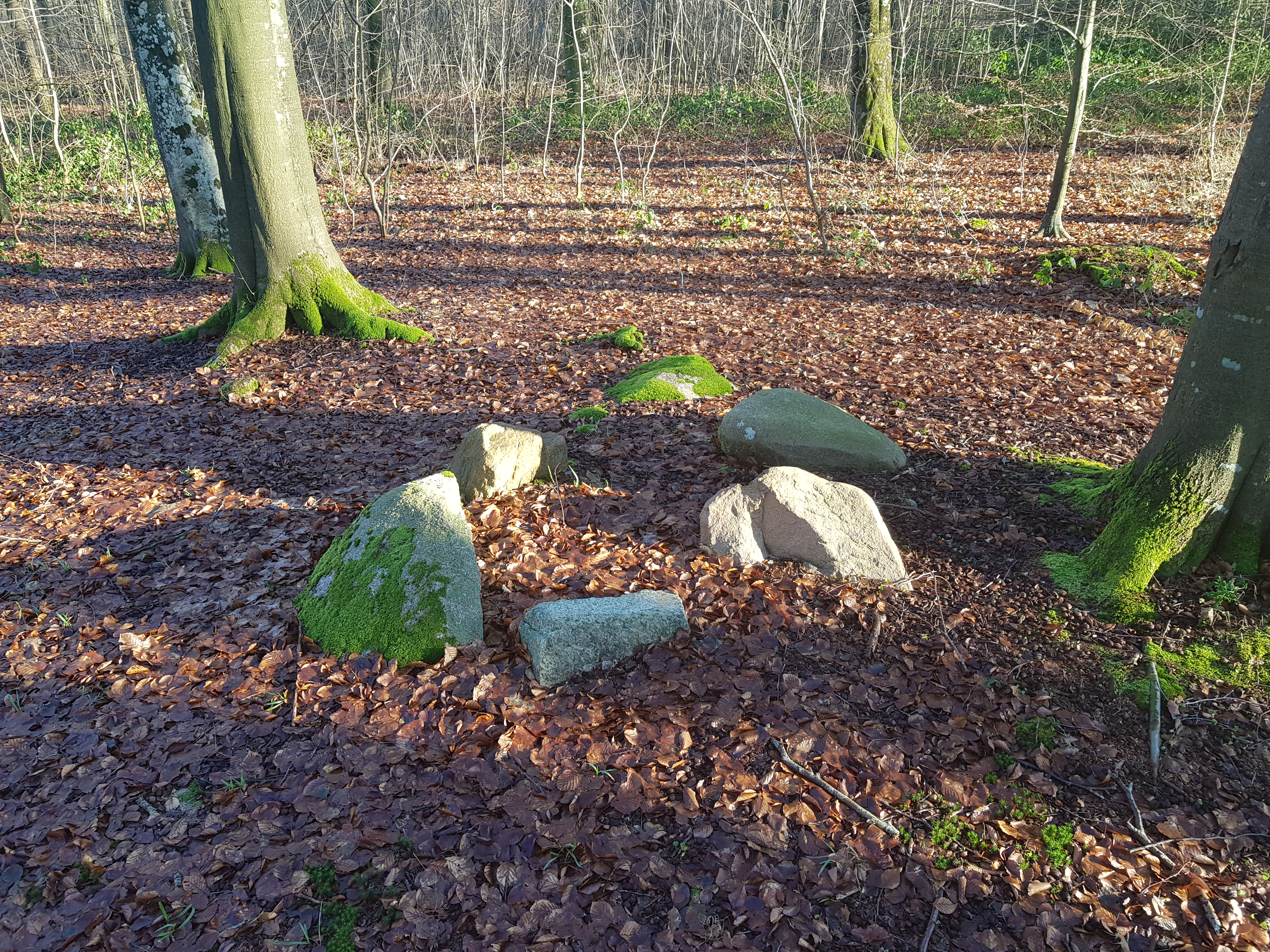
Runddysse 2

In der Nähe des Waldes liegt der Langdysse von Skelde Overballe (auch Skeldehøjen genannt).